# NGC 1779
NGC 1779 è una galassia a spirale (barrata?) situata nella costellazione dell'Eridano, a una distanza di circa 157 milioni di anni luce dalla nostra Via Lattea.

## Scoperta
La galassia è stata scoperta il 30 gennaio 1786 dall'astronomo britannico di origine tedesca William Herschel.

## Gruppo di NGC 1752
NGC 1779 fa parte del Gruppo di NGC 1752, un raggruppamento di galassie che comprende almeno 4 membri. Le altre sono NGC 1752, IC 401 e IC 402.